# Loewiola
Loewiola is een muggengeslacht uit de familie van de galmuggen (Cecidomyiidae).

## Soorten
- L. centaureae - knoopkruidgalmug (F. Low, 1875)
- L. serratulae Kieffer, 1905